# Resurrezione (Di Fazio)
Resurrezione è un romanzo di fantascienza della scrittrice italiana Elena Di Fazio, edito nel 2021 dopo essere stato dichiarato vincitore del Premio Urania Mondadori per l'anno 2020.

## Storia editoriale
Il romanzo è stato pubblicato nel novembre del 2021 da Arnoldo Mondadori Editore, nella collana Urania, nel volume Resurrezione, che contiene anche i racconti Anima neurale di Veronica De Simone, Lo stato gassoso dei fantasmi di Elisa Franco e Aedri di Valentino Sani, finalisti del premio Urania Short 2021, alla sua quinta edizione. Il racconto di Elisa Franco è infine risultato vincitore della competizione a seguito di votazione da parte dei lettori.

## Ambientazione

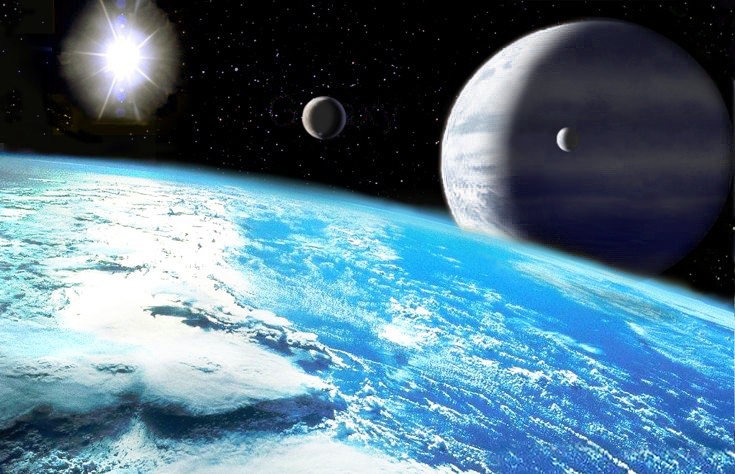
Visione artistica del gigante gassoso Upsilon Andromedae d visto da una sua ipotetica luna; trovandosi nella zona abitabile attorno alla stella, la luna potrebbe avere acqua liquida in superficie ed assomigliare alla Terra.

Agli inizi del XXI secolo, la Terra è stata raggiunta da alieni provenienti dalla luna del pianeta Upsilon Andromedae d. Il 6 agosto 2019, un ponte di Einstein-Rosen viene aperto sul Crasta Mora, in Svizzera, e un primo alieno giunge sulla Terra. L'individuo, però, rapidamente muore, incapace di sopravvivere nell'ambiente terrestre. 
Cinque anni dopo, un nuovo cunicolo spazio-temporale si apre sull'Île des Fraises, al largo della costa mauritana. Nuovamente, però, gli otto alieni che giungono sulla Terra muoiono rapidamente. Dopo quel secondo evento, ad ogni modo, ogni cinque anni giunge sulla Terra una nuova delegazione composta sempre di 8 individui, che mostrano un progressivo adattamento all'ambiente terrestre, sebbene ciò non sia sufficiente ad assicurarne la sopravvivenza per più di poche settimane. Sull'isola viene fondato un istituto di ricerca internazionale, il "Kepler Exo-Life International Research Institute" o KEIRI, cui viene assegnato il compito di studiare e trattare con le delegazioni aliene. L'istituto viene posto sotto un rigido controllo militare.
Tuttavia, l'assenza di veri progressi porta ad una generale disinteresse per le ricerche del KEIRI da parte dei governi terrestri e l'istituto si trova costretto a cercare sponsor privati per proseguire le proprie attività. Così, gli alieni vengono ribattezzati "pemberiani" e il loro mondo "Pemberson", dal nome dell'ideatore della ricetta della Lem-Cola, da cui dipende la sopravvivenza dell'istituto.
Il primo contatto cambia la società terrestre, che acquisisce maggiore consapevolezza della propria specificità; tuttavia, si formano anche dei gruppi ostili, soprattutto nell'ambito delle religioni abramitiche, che adottano tattiche terroristiche contro gli alieni e i terrestri che sarebbero disposti ad accoglierli sulla Terra.

## Trama
Le dottoresse in filosofia Aurora Ferlito e Gaia Vallauri vengono selezionate per unirsi al gruppo di studiosi del KEIRI e partecipare ai lavori dell'istituto in vista dell'arrivo della nona delegazione dei pemberiani nel 2064. Le loro competenze, così come quelle di due religiosi (due preti cattolici, Padre Mari e Padre Montanari), vengono richieste per offrire una spiegazione dell'ultima sconcertante scoperta riguardo ai pemberiani, tenuta segreta per non generare nuovi disordini sul pianeta. Al sopraggiungere della morte, dal cadavere degli alieni si solleva un "flusso" che rapidamente si allontana - impossibile utilizzare il termine anima, sostengono al KEIRI, considerate le implicazioni che ciò avrebbe.
Aurora Ferlito riesce effettivamente a fornire un'importante chiave di lettura, quando scopre, in immagini di repertorio, che negli istanti successivi al decesso degli alieni, il "flusso" attraversa il ponte di Einstein-Rosen per fare ritorno su Upsilon Andromedae d. Si guadagna così la fiducia della dottoressa Jessabel Lessing, vice direttrice del KEIRI e massima autorità civile sull'isola.
Delle frasi pronunciate dagli alieni dell'ottava delegazione si comprende poco, ma i ricercatori ritengono di aver capito che la nona delegazione in arrivo sarà anche l'ultima. Così, all'approssimarsi della data fatidica, viene allestita una cerimonia di benvenuto nel corso della quale il presidente della Mauritania dovrebbe accogliere i pemberiani in rappresentanza di tutti i terrestri. Tuttavia, in conseguenza di una qualche incomprensione, mentre la cerimonia è trasmessa in mondovisione, gli alieni uccidono il presidente e se ne cibano. Il mondo è scioccato. I membri delle delegazione vengono imprigionati e il Consiglio di sicurezza delle Nazioni Unite viene chiamato a decidere se attivare un'arma di distruzione che ucciderebbe ogni essere vivente sull'isola. Il KEIRI stesso, ritenuto responsabile dell'accaduto, sta per essere smantellato.
Ad ogni modo, la dottoressa Lessing intende trovare una spiegazione per quanto accaduto nel poco tempo che ha ancora a disposizione e, su suggerimento di Aurora, invita sull'Île des Fraises qualcuno che sappia pensare al di fuori degli schemi: uno scrittore di fantascienza. La scelta ricade su Ettore Polizzi che sotto lo pseudonimo di John Tangleton ha descritto gli eventi verificatisi nel corso degli incontri con le precedenti delegazioni pur non avendo modo, in teoria, di esserne a conoscenza. Tuttavia, la situazione degenera ulteriormente perché il gruppo terroristico dei Figli di Abramo è riuscito a infiltrare una cellula terroristica nell'istituto, che si attiva con l'obiettivo di diffondere l'agente nervino che avrebbe dovuto costituire l'ultima difesa terrestre in caso di invasione aliena. A fermarli, interviene una squadra proveniente da Pemberson. La maggior parte dei membri dell'istituto è però già morta e il timer per il rilascio della terribile sostanza è stato già avviato.
Aurora Ferlito ed Ettore Polizzi sono tra i pochi sopravvissuti ed hanno un'unica prospettiva di salvezza: attraversare il ponte di Einstein-Rosen e giungere su Pemberson.

## Edizioni
- Elena Di Fazio, Resurrezione, Urania n° 1696, Milano, Arnoldo Mondadori Editore, 2021.